# 彭紹宗
彭紹宗（？年—？年），字印根，一字栎隐，湖南湘陰縣人。清末官员、诗人。
光緒二十九年（1903年）癸卯，朝廷補行辛丑壬寅恩正并科殿試，彭紹宗中式二甲，同年閏五月，以主事分部学习。官度支部主事。彭紹宗工詩，《晚晴簃詩彙》收其詩作二首。